# Sincronizarea statelor baltice cu CESA
Cele trei state baltice (Lituania, Letonia și Estonia) au întreprins sincronizarea infrastructurii lor de transmisie de energie electrică cu Rețeaua Sincronă Continentală Europeană (CESA), un proiect cunoscut sub numele de Baltic Synchro. Gestionată de ENTSO-E, această inițiativă a urmărit deconectarea de la sistemul IPS/UPS, guvernat anterior de Acordul BRELL din 2001 cu Belarus și Rusia. Proiectul a fost finalizat cu succes la 9 februarie 2025.